# Nicolas Hentz
Nicolas Hentz (Metz (Mosel·la), 5 de juny de 1753 – Filadèlfia (Pensilvània) EUA, 1 de juliol de 1830) va ser un revolucionari francès. Va ser diputat de Mosel·la a la Convenció Nacional de 1792 a 17952.

## Biografia
Provenint d'una família de dinou fills, el pare dels quals Jean-Jacques Hentz (o Hens, conegut com a Arnould) era ferrer. Nicolas Hentz el 1780 esdevingué advocat al Parlament de Metz. Va ser elegit jutge de pau a Sierck el desembre de 1790 i va adoptar idees revolucionàries més aviat radicals. Així va fer detenir emigrants a la carretera de Trier. El setembre de 1792 va ser elegit diputat pel Mosel·la a la Convenció Nacional, on va seure als bancs de Montagnard2. Va passar a ser membre de la Comissió de Legislació, on va proposar una limitació d'herències.
Durant el judici del rei Lluís XVI, el desembre de 1792, va votar a favor de la culpabilitat del rei, en contra de la ratificació del judici popular, en contra de la indemnització i a favor de la pena de mort. L'any 1793 el va veure encarregat de diverses missions amb els exèrcits. D'abril a juliol, va ser enviat com a comissari de l'exèrcit de les Ardenes. No va participar en les votacions relatives a l'acusació de Marat, ni a la condemna dels girondins. D'agost a setembre, va estar en missió a l'Exèrcit del Nord, on va arrestar el general Houchard. A l'octubre, una altra missió el va portar a l'Exèrcit d'Occident; al novembre, de nou a l'exèrcit de les Ardenes, després del Mosel·la i del Nord. Va tornar a París a finals de novembre de 1793 i immediatament va marxar cap a l'Exèrcit del Nord, fins a mitjans de gener de 1794.
Des de febrer de 1794 fins a principis de maig de 1794, Hentz va estar a l'Exèrcit d'Occident, on, segons el Comitè de Seguretat Pública, va destacar a la Vendée per "un zel imprudent", del qual van ser, entre d'altres, els Afusellades d'Avrillé, un exemple terrible. Va pressionar a Turreau, a qui la Convenció culpava dels seus fracassos, perquè intensifiqués les batudes de les seves columnes, i va obtenir del Comitè de Seguretat Pública que el seu propi successor fos Carrier, l'home que la situació exigia segons ell. A finals de 1793 "Ance" es va declarar guillotiner a Rochefort (Moniteur del 14 de novembre de 1793). El juny de 1794 va marxar a l'Exèrcit del Rin, on va ser criticat per la seva violència i per l'incendi de la ciutat de Kusel. Revocat pel Comitè de Seguretat Pública el 13 de Termidor de l'any II (31 de juliol de 1794), tornà a París el 26 de Termidor de l'any II (13 d'agost de 1794).
Condemnat per les matances que es van produir sota el seu mandat, Hentz va ser detingut el Germinal 16 de l'any III (5 d'abril de 1795), però va aconseguir fugir i va romandre ocult. Es va beneficiar de l'amnistia general del 4 de Brumari any IV (26 d'octubre de 1795) i després se'n va perdre la pista. L'any VII (1799), se'l troba com a receptor del registre a Douai, càrrec que va ocupar fins al 1803. Va esdevenir controlador de drets cobrats al departament de Lippe el 1812, empleat en un ministeri a París el 1813, abans de ser obligat. a l'exili, com a regicidi, el 1817 seguint la llei contra els regicidis de Lluís XVIII.
Nicolas Hentz es va embarcar cap als Estats Units, on va obrir una granja de tabac a Wilkes-Barre, Pennsilvània. Va ensenyar francès i música durant un temps a Hollowel, a la frontera amb Canadà. Va morir a Filadèlfia l'1 de juliol de 1830.
El seu fill Nicolas Marcel (1797-1856), conegut als Estats Units com a Nicholas Marcellus Hentz, va ser un dels fundadors de l'aracnologia.